# Arthur (Iowa)
Pour les articles homonymes, voir Arthur.
Arthur est une ville du comté d'Ida, en Iowa, aux États-Unis.